# Альберт I (король Бельгії)
Альберт I (Albert I) (8 квітня 1875 — 17 лютого 1934) — король Бельґії з 1909 з династії Заксен-Кобурґ-Ґота. Його коронували 23 грудня 1909 року після смерті дядька Леопольда ІІ. У зв'язку з погіршенням міжнародної ситуації в 1914 році схвалив закон про загальну військову повинність. Під час Першої світової війни головнокомандувач бельгійської армії, що воювала на боці Антанти.

## Спадкоємець
1891 року після смерті старшого брата, принца Бодуена, Альберта проголосили спадкоємцем престолу. Здобув приватну освіту, закінчив 1892 року Королівську військову школу. До вступу на престол мав титул графа Фландрського. 2 жовтня 1900 року одружився з герцогинею Єлизаветою Баварською, дочкою герцога Карла Фрідріха.

## Початок правління
На відміну від дядька, був дуже популярним як монарх із самого початку правління. Уникав розкоші двору, полюбляв приймати гостей, багато подорожував. У 1898 та 1919 роках відвідав США. 1900 року здійснив поїздку «Вільною державою Конго» (особистим володінням та «концесією» його дядька, короля Леопольда II) й після повернення до Бельгії наполягав на зміні відносин з африканцями. Як король він значно гуманізував управління колонією (стала державним, а не приватним володінням).
У 1909—1910 роках у Бельгії відбулись суттєві реформи: були прийняті закони про обов'язкову військову службу та про шкільну освіту, тривалість якої було збільшено до 14 років.

## Перша світова війна
Альберт I набув найбільшої відомості й популярності в Європі (країни Антанти) під час Першої світової війни.
Про плани Німеччини розпочати війну Альберт дізнався 1913 року в Берліні від Вільгельма II. Король попередив Францію. Невдовзі після Сараєвського убивства, 3 липня 1914 року, в особистому листі Вільгельму Альберт повідомив його про нейтралітет своєї країни. Однак німецькі війська порушили нейтралітет Бельгії та вторглись на її територію. Альберт став, відповідно до 68-ї статті Конституції, головнокомандувачем бельгійської армії. Начальником штабу був генерал Салльєр де Моранвіль.
За великої переваги супротивника бельгійцям довелось відступити й залишити Брюссель. Однак Альберту вдалось перегрупувати свою армію й затопити низовинний берег Ізера водою, відкривши шлюзи дамби (пораду дав французький генерал Фердинанд Фош). До кінця війни бельгійці на чолі з королем, незважаючи на рівність сил, утримували невеликий плацдарм на своїй території.
Слава «короля-солдата» й «короля-лицаря» у всіх країнах Антанти була величезною. Англійські письменники та поети видали збірку «Книга короля Альберта», присвячену королю й народу Бельгії. По війні Альберта продовжували вважати національним героєм.

## Повоєнний період
Після завершення Першої світової війни Альберт зробив внесок до відновлення країни, що постраждала від німецької окупації. Він підтримував розвиток промисловості й торгового флоту. 1921 року йому надали звання фельдмаршала англійської армії.
З молодості король захоплювався спортом, їздою верхи, альпінізмом та природничими науками. Щоденно читав праці з різних галузей — з літератури, військової справи, медицини, авіації. Водив мотоцикл і навчився пілотувати літак.
Король, як альпініст, багато часу проводив у горах. У результаті нещасного випадку, зірвавшись зі скелі під час одного зі сходжень поблизу Марш-Ле-Дам, він загинув 17 лютого 1934 року у віці 58 років.

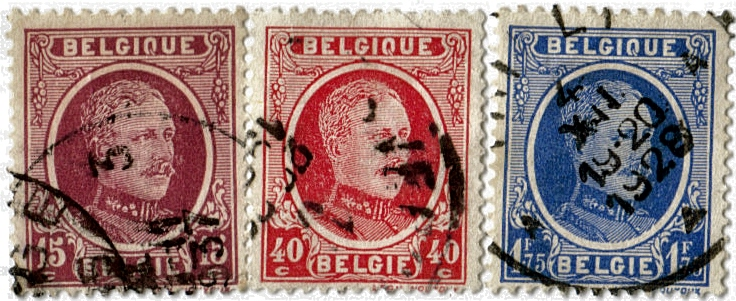
Поштові марки Бельгії різних кольорів із зображенням Альберта I, які друкувало поштове відомство протягом 1922—1927 років.

## Дружина й діти
2 жовтня 1900 року він одружився з Єлизаветою фон Віттельсбах, герцогинею Баварською (1876—1965), дочкою герцога Карла Фрідріха Баварського та племінницею імператриці Австрії Єлизавети. У них народились:
- Леопольд III (1901—1983), король Бельгії.
- Карл (1903—1983), герцог Фландрський, регент Бельгії.
- Марія Жозе (1906—2001), принцеса Бельгійська, остання королева Італії.